# Ángel Janiquet
Ángel Janiquet Tamburini (* 25. Oktober 1962 in Barcelona) ist ein ehemaliger spanischer Skispringer.

## Werdegang
Bei den Olympischen Winterspielen 1984 in Sarajevo startete er im Einzelspringen von der Normalschanze. Auf den Igman Olympic Jumps sprang er aussichtslos auf den 58. Platz und lag damit nach Sprüngen auf 64,5 und 67,5 auf dem letzten Platz des Teilnehmerfeldes. Zuvor war er bereits bei der Vierschanzentournee 1983/84 gestartet. Beim Springen auf der Bergiselschanze in Innsbruck landete er auf dem 101. Platz. Auch auf der Paul-Außerleitner-Schanze in Bischofshofen kam er nicht über den 98. Platz hinaus.